# Gedrosia varia
Gedrosia varia är en insektsart som först beskrevs av Walker 1851.  Gedrosia varia ingår i släktet Gedrosia och familjen Eurybrachidae. Inga underarter finns listade i Catalogue of Life.